# Златан Миленков
Златан Миленков е български общественик от Източна Македония.

## Биография
Златан Миленков е роден в серското село Долно Христос, тогава в Османската империя, днес в Гърция, но се преселва в град Сяр. Активно подпомага Стефан Салгънджиев при откриването на първото българско училище в Сяр. Известно време в къщата му в махалата Клокотница се помещава местното българско училище. След Руско-турската война от 1877-1878 година Златан Миленков е избран за председател на Сярската българска община. На 11 декември 1881 година като общински председател, заедно с Петър Сарафов и трима други общинари, упълномощават Стефан Веркович да подаде от тяхно име прошение до руския император Александър III за покровителство над македонските българи, с цел спиране на злоупотребите с тях. Повод за писмото е ултиматумът на серския мютесариф за закриване на българското училище в града, провокиран от гръцки интриги..
Илия Иванов го нарича „човѣкъ съ силно народно чувство, безстрахливъ и упоритъ“.